# マイレ・デール
マイレ・デール（Maile Dale、1960年? - ）は、ハワイ州出身の女性であり、1970年代の日本において、複数の水着キャンペーンガールを務めた。
1976年（昭和51年）に 『クラリオンガール』、1978年（昭和53年）には 『帝人水着キャンペーンガール』と、当時の代表的な水着キャンペーンガールを歴任した。後者においては、その名前から姓氏の部分が除かれ、たんに「マイレ」として記録されている 。